# Giải đua ô tô Công thức 1 Nhật Bản 2006
Giải đua ô tô Công thức 1 Nhật Bản năm 2006 là chặng đua thứ mười bảy của giải vô địch thế giới Công thức 1 năm 2006. Giải được tổ chức vào ngày 8 tháng 10 năm 2006.

## Xếp hạng chi tiết
| TT      | Tên                  | Đội đua                | Vòng | Thời gian            | Xuất phát | Điểm |
| 1       | Fernando Alonso      | Renault F1             | 53   | 1 giờ 23 phút 52,413 | 5         | 10   |
| 2       | Felipe Massa         | Ferrari F1             | 53   | +16,151              | 1         | 8    |
| 3       | Giancarlo Fisichella | Renault F1             | 53   | 23,953               | 6         | 6    |
| 4       | Jenson Button        | BAR Honda F1           | 53   | +34,101              | 7         | 5    |
| 5       | Kimi Räikkönen       | McLaren-Mercedes       | 53   | +43,596              | 11        | 4    |
| 6       | Jarno Trulli         | Toyota                 | 53   | +46,717              | 4         | 3    |
| 7       | Ralf Schumacher      | Toyota                 | 53   | +48,869              | 3         | 2    |
| 8       | Nick Heidfeld        | BMW F1                 | 53   | +76,095              | 9         | 1    |
| 9       | Robert Kubica        | BMW F1                 | 53   | +76,932              | 12        |      |
| 10      | Nico Rosberg         | Williams F1            | 52   | + 1 vòng             | 10        |      |
| 11      | Pedro de la Rosa     | McLaren-Mercedes       | 52   | + 1 vòng             | 13        |      |
| 12      | Rubens Barrichello   | BAR Honda F1           | 52   | + 1 vòng             | 8         |      |
| 13      | Robert Doornbos      | Red Bull-Ferrari       | 52   | + 1 vòng             | 18        |      |
| 14      | Vitantonio Liuzzi    | Scuderia Toro Rosso F1 | 52   | + 1 vòng             | 15        |      |
| 15      | Takuma Sato          | Super Aguri-Honda      | 52   | + 1 vòng             | 20        |      |
| 16      | Tiago Monteiro       | Midland F1             | 51   | + 2 vòng             | 21        |      |
| 17      | Sakon Yamamoto       | Super Aguri-Honda      | 50   | + 3 vòng             | 22        |      |
| 18      | Scott Speed          | Scuderia Toro Rosso F1 | 48   |                      | 19        |      |
| bỏ cuộc | Mark Webber          | Williams F1            | 39   | tai nạn              | 14        |      |
| bỏ cuộc | Michael Schumacher   | Ferrari F1             | 36   |                      | 2         |      |
| bỏ cuộc | David Coulthard      | Red Bull-Ferrari       | 35   |                      | 17        |      |
| bỏ cuộc | Christijan Albers    | Midland F1             | 20   |                      | 16        |      |